# Абайшвили, Джемал Игнатович
Джемал Игнатович Абайшвили (22 декабря 1938, Тбилиси — не позднее май 2001) — советский гандболист, вратарь.

## Биография
Джемал Абайшвили родился 22 декабря 1938 года в городе Тбилиси.
Играл в гандбол на позиции вратаря. Выступал за тбилисский «Буревестник», в составе которого дважды выигрывал золотые медали чемпионата СССР (1962, 1964). Впоследствии играл за краснодарский «Буревестник».
В составе сборной СССР дважды участвовал в чемпионатах мира — в 1964 году в Чехословакии, где команда заняла 5-е место, и в 1967 году в Швеции, где советские гандболисты стали четвёртыми.
Был одним из лучших вратарей в советском гандболе 1960-х годов. Не обладая высоким ростом, он действовал хитро и динамично, что позволяло парировать сложные мячи.
Мастер спорта СССР.
Умер не позднее мая 2001 года.